# Рижские водонапорные башни

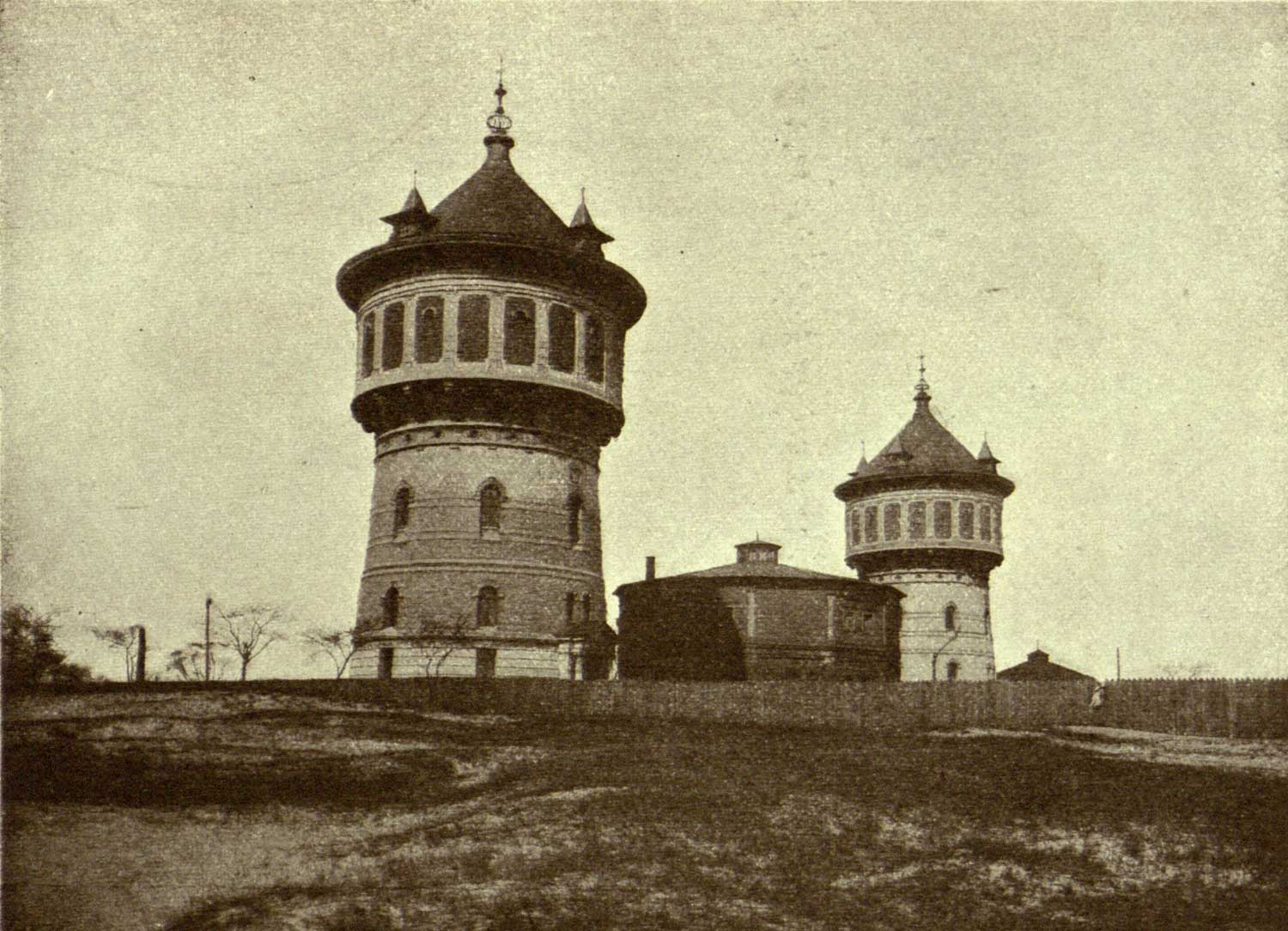
Водонапорные башни и резервуар на улице Маза Матиса в 1903 году

Рижские исторические водонапорные башни (латыш. Rīgas pilsētas ūdenstorņi) — четыре водонапорные башни и насосная станция , построенные в Риге в конце XIX — начале XX века . Водонапорные башни в Агенскалнсе и Чиекуркалнсе были построены в основном стиле модерн с элементами национального романтизма. Две водонапорные башни в Московском форштадте были построены в стиле историзм. Насосная станция была построена в неоготическом стиле . Инженерные новации, применённые при строительстве рижских башен, основывались на резервуарах типа Инце II, позволявших сочетать экономичность и прочность конструкций . Все четыре башни эксплуатировались до конца XX века и ныне имеют статус памятников архитектуры государственного значения . В наши дни обсуждаются возможности их адаптации под культурные и общественные нужды . Насосная станция не сохранилась.

## Исторический контекст
На рубеже XIX и XX веков в результате индустриализации, урбанизации, и быстрого роста населения многие города Европы, включая Ригу, столкнулись с проблемами водоснабжения. Промышленное производство в городской среде вызвало беспрецедентное загрязнение, и, как следствие, водоёмы, из которых исторически добывалась питьевая вода, более не могли использоваться для этих целей. К середине XIX века свои внутренние водные ресурсы уже загрязнили Париж, Лондон, Рим и многие другие крупные города. Для решения этой проблемы и начали строить водонапорные башни, большинство из которых было построено за короткий период времени в конце XIX и начале XX века. Уже в тридцатых годах XX века, из-за увеличевшегося строительства многоэтажных зданий возведение водонапорных башен в крупных городах потеряло смысл. Таким образом, водонапорные башни, характерные для архитектуры XIX века, представляют собой сравнительно короткий, но выразительный эпизод в её истории. Несмотря на это, архитектурные решения, использованные при их строительстве, отличаются большим стилевым и композиционным разнообразием.

## История строительства

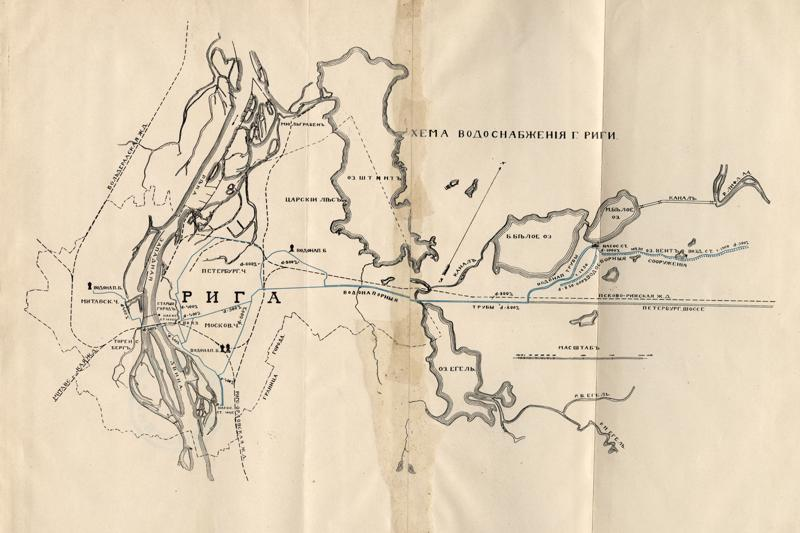
Схема водоснабжения Риги в 1913 году

В начале XX века население Риги составляло около 400 000 человек. Большая часть города, включавшаяя Старый город, Московское и Петербургское предместья находилась на правом берегу Западной Двины, а Митавское предместье, находившееся на левом берегу, составляло пригород. Водоснабжение города Риги исторически находилось в ведении городского самоуправления. Рига была одним из первых городов Российской империи, где было устроено централизованное водоснабжение, при этом существующий в то время водопровод был уже третьим по счёту. В XVII веке в Риге была создана первая централизованная система водоснабжения, которая обеспечивала водой укреплённую часть города (нынешняя Вецрига): вода доставлялась из озера Егель по специальному каналу, строительство которого было начато в 1582 году по приказу польского короля Стефана Батория; в 1617—1620 годах по проекту страсбургского мастера Ганса Кристлера была построена первая водонасосная станция; а в 1662 году по проекту гданьского мастера Якоба Йостена была построена насосная станция, приводимая в движение лошадьми и забиравшая воду из Даугавы в конце улицы Грецинеку, а одну из башен городских укреплений — Зундернскую башню — переоборудовали под водонапорную: в её верхней части устроили резервуар из дерева, выложенного свинцом, вместимостью 243 бочки. Вторая, централизованная водопроводная система, обеспечивавшая водоснабжение обширной городской территории на правом берегу Даугавы, была построена в начале шестидесятых годов XIX века, после сноса городских укреплений по проекту 1859 года Уильяма Вейра, главного инженера и технического директора Рижского городского водопроводного управления. Около нового места добычи воды у дамбы Криденера (современная улица Маскавас) была построена паровая насосная станция. В 1862—1863 годах по проекту Вейра и немецкого инженера Альберта Шёне с помощью местного каменщика Вильгельма Кригера была построена насосная станция с сорокаметровой трубой, использовавшейся для поддержания высокого давления, которую называли «водонапорной башней». Однако, резервуара на ней не было, по этому в 1868 году на пересечении железнодорожных линий Рига — Даугавпилс и Рига — Милгравис (современная улица Маза Матиса) был построен отдельный резервуар. В 1897 году насосная станция была реконструирована, а рядом с резервуаром было решено построить водонапорную башню.
Проектированием башни занялся немецкий гидротехник Отто Инце, который до этого разработал новый тип резервуара . Проект был подготовлен в Ахене в марте 1897 года и предусматривал строительство 42-метровой водонапорной башни с резервуаром типа Инце II ёмкостью 1700 m3. 9 мая 1897 года проект был принят, строительные работы завершены в ноябре 1898 года. Проект строительства второй башни был принят 24 октября 1897 года, строительные работы завершены в мае 1899 года. Строительством обеих водонапорных башен руководил тогдашний инженер по водопроводным сооружениям Рудольф Фриш, а осуществляла их строительная компания местного каменщика Фридриха Вильгельма Хопфе.

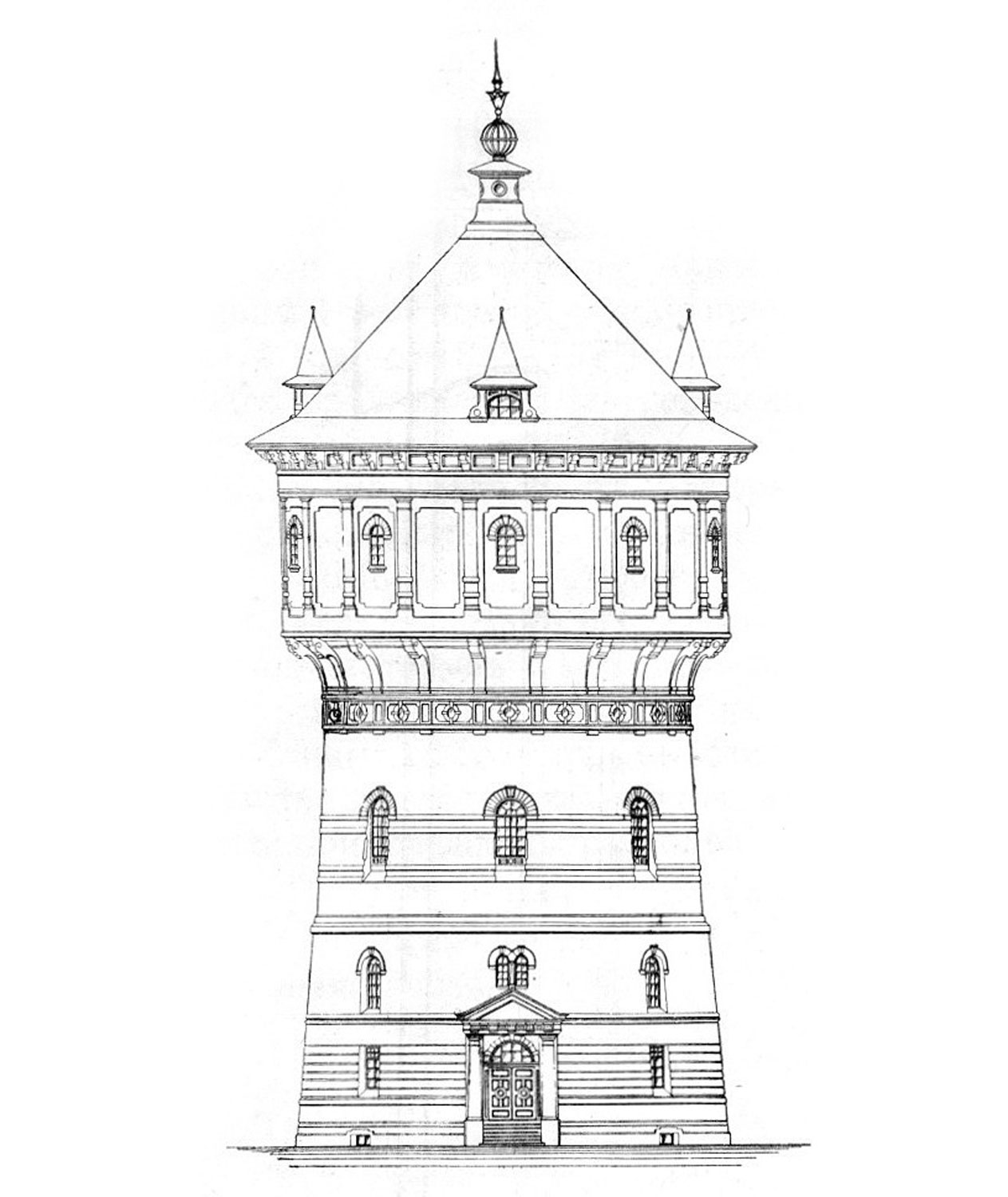
Эскиз одной из водонапорных башен в Московском форштадте (1897)

Качество воды в Риге в конце XIX века оставалось неудовлетворительным, и в начале XX века была построена третья централизованная система водоснабжения. Для водоснабжения города использовалась вода, добываемая при помощи буровых колодцев, расположенных около Большого и Малого Балтэзерса у Петербургского шоссе. Строительное управление Риги 25 ноября 1902 года утвердило проект новой системы водопровода и здания насосной станции на берегу Малого Балтеэзерса, разработанный австрийским инженером Оскаром Смрекером в мае 1900 года в Мангейме. Когда 26 ноября 1904 года начала работу новая станция, старый комплекс на улице Маскавас был выведен из эксплуатации, а обе башни, построенные в конце XIX века в Московском форштадте, были подключены к новой системе.
В первые годы эксплуатации Балтэзерская станция снабжала водой центральную часть города на правом берегу Даугавы. В 1905—1906 годах водопровод был продлён до Саркандаугавы и Пардаугавы. Вода подавалась через железнодорожный мост, и во время подъёма моста подача воды в Пардаугаву прерывалась. Поэтому для создания резерва было решено построить водонапорную башню в Агенскалнсе, на улице Алисес. В 1909 году проект 37-метровой башни с резервуаром типа Инце II объёмом 2000 м³ был разработан и реализован архитектором Вильгельмом Бокслафом. Разрешение на строительство выдано 17 июля 1909 года, работы завершились в 1910 году и были выполнены фирмой латышского мастера Кришьяниса Кергалвиса. Ввод в эксплуатацию состоялся 23 марта 1911 года.
Около 1910 года в Риге начался новый промышленный подъём, сопровождающийся ростом производства и численности населения. В 1911—1913 годах была построена вторая водопроводная магистраль из Букулты, охватывающая город полукольцом и улучшившая давление на окраинах. Было запланировано строительство водонапорного резервуара на ветке трубопровода в Чиекуркалнсе, на улице Плетенберга (ныне улица Гауяс). В 1912 году проект 54-метровой башни с резервуаром Инце II объёмом 2000 м³ разработал Вильгельм Бокслаф. Разрешение на строительство выдано 29 мая 1912 года. Работы были выполнены строительной фирмой Людвига Нейбурга и завершились в 1913 году. Башня в Чиекуркалнсе стала четвёртой и последней водонапорной башней, построенной по заказу Рижского самоуправления на рубеже XIX—XX веков.

## Инженерные особенности
Проектирование первых рижских водонапорных башен было поручено немецкому гидротехнику Отто Адольфу Людвигу Инце, который разработал новый тип водяного резервуара — цилиндрическую ёмкость с вогнутым (тип Инце I) или выпуклым (тип Инце II) дном и опорным кольцом, сужающимся к внешнему диаметру. Это позволило устанавливать резервуар на этаж конической формы, выложенный из кирпича. Таким образом удалось снизить затраты на строительство водонапорной башни, увеличить допустимый объём резервуара и обеспечить более устойчивую конструкцию. Во второй половине XIX века водонапорные башни типа Инце стали очень популярными в Германии. В соответствии с типом Инце II, все четыре рижские водонапорные башни были изготовлены из железных листов, соединённых заклёпками; внешние стены в зоне резервуаров построены на металлическом каркасе; опорные конструкции выполнены из кирпичной кладки. Согласно оригинальным проектам, в подвальных этажах башен находились котельные и угольные склады, а на нескольких надземных этажах были обустроены двух- и трёхкомнатные квартиры для сотрудников водопроводного управления (каждая квартира имела отдельный вход из лестничной клетки, кухню и проходные комнаты, расположенные по кругу вдоль периметра этажа). Сам Отто Инце был автором проекта водонапорной башни в Московском форштадте.

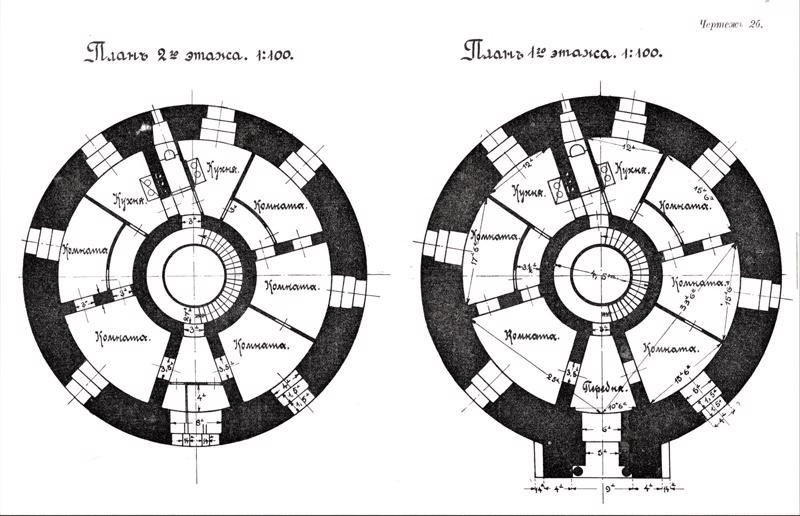
План первого и второго этажей водонапорной башни в Агенскалнсе
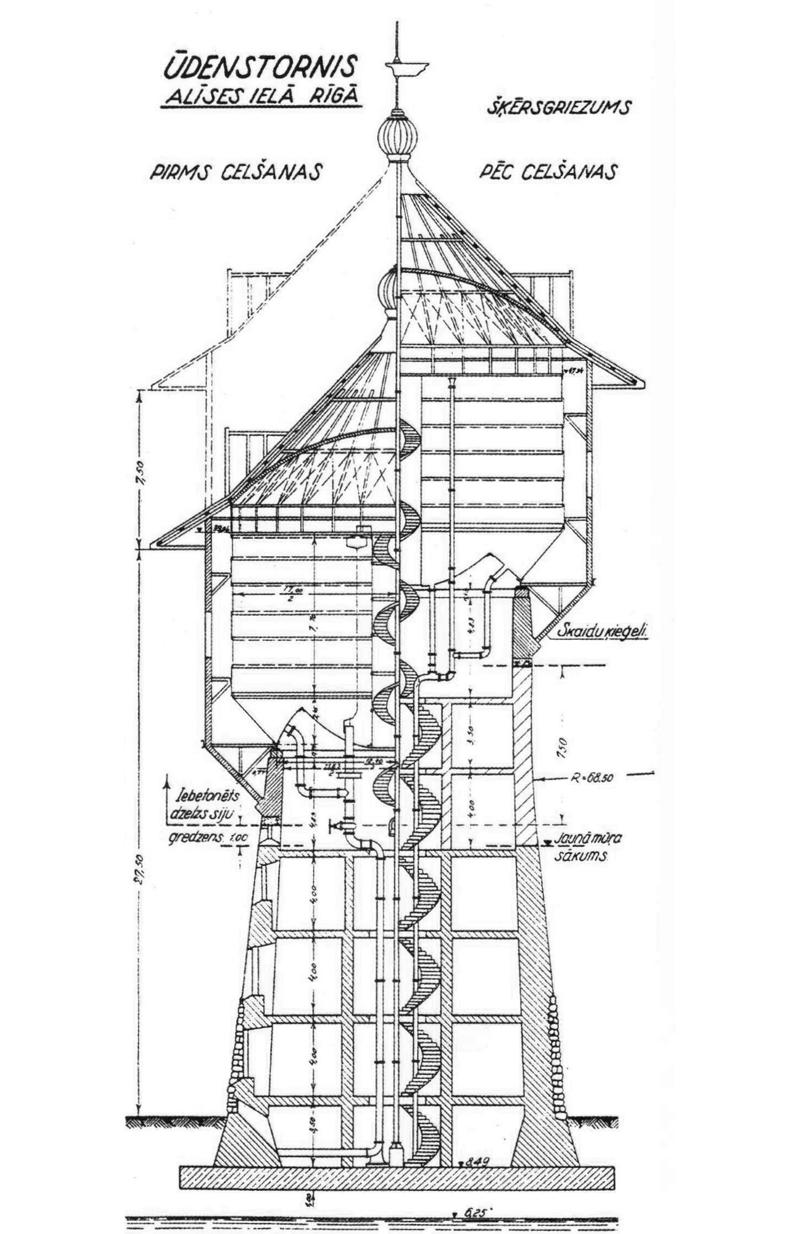
Схема перестройки водонапорной башни в Агенскалнсе

## Архитектура

### Водонапорные башни Московского форштадта
Построенные в 1897-99 годах водонапорных башнях Московского форштадта были возведены по единому проекту, и представляли собой идентичные по объёму, фасадной системе и пространственному планированию сооружения в духе позднего историзма, в так называемом круглоарочном стиле, с использованием разноцветного кирпича. Для них характерна очерёдность элементов кирпичной кладки и штукатурки: в основном башни выложены из тёмно‑красного клинкерного кирпича, а в декоративных целях применены горизонтальные пояса из тёмно‑зелёного глазурованного кирпича, консоли под расширенной частью резервуара, и дополнительный конус из небольших башенок. В отделке использовался также оштукатуренный и окрашенный кирпич, благодаря чему создавался сложный колористический эффект. Отдельные фасадные зоны и другие элементы выполнены из гипса, окрашенного краской. В отделке фасадов использовались оштукатуренные поверхности, которые первоначально были окрашены в контрастные тона, усиливавшие эффект чередования материалов.  Южная и северная башни были решены по принципу «негатива» и «позитива»: в южной башне, выложенной из более тёмного кирпича, светлыми были выделены профилированные полосы, а в северной, напротив, — на более светлом фоне кирпичной кладки полосы подчеркивались тёмным цветом. Такое контрастное решение придавало ансамблю особую выразительность, позволяя воспринимать обе башни как символическую пару — «чёрную» и «белую» шахматные фигуры. Подобная трактовка подчёркивала идею дальновидности и стратегического подхода городской администрации Риги рубежа XIX—XX веков. Как это было характерно для архитектуры историзма, металлические конструкции в фасадах были скрыты за ретроспективным декоративным оформлением.

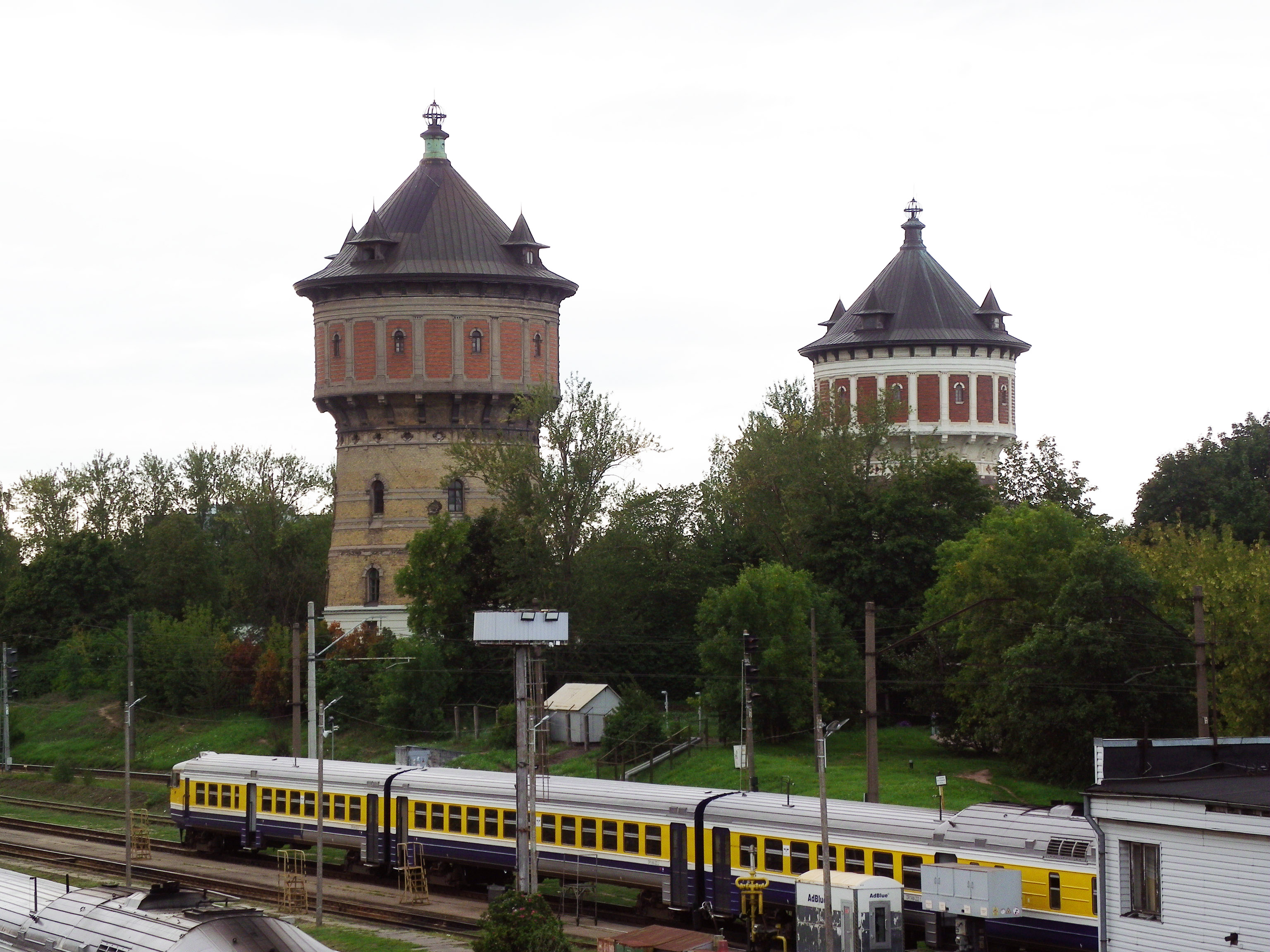
Современное состояние. На переднем плане станция Вагону паркс
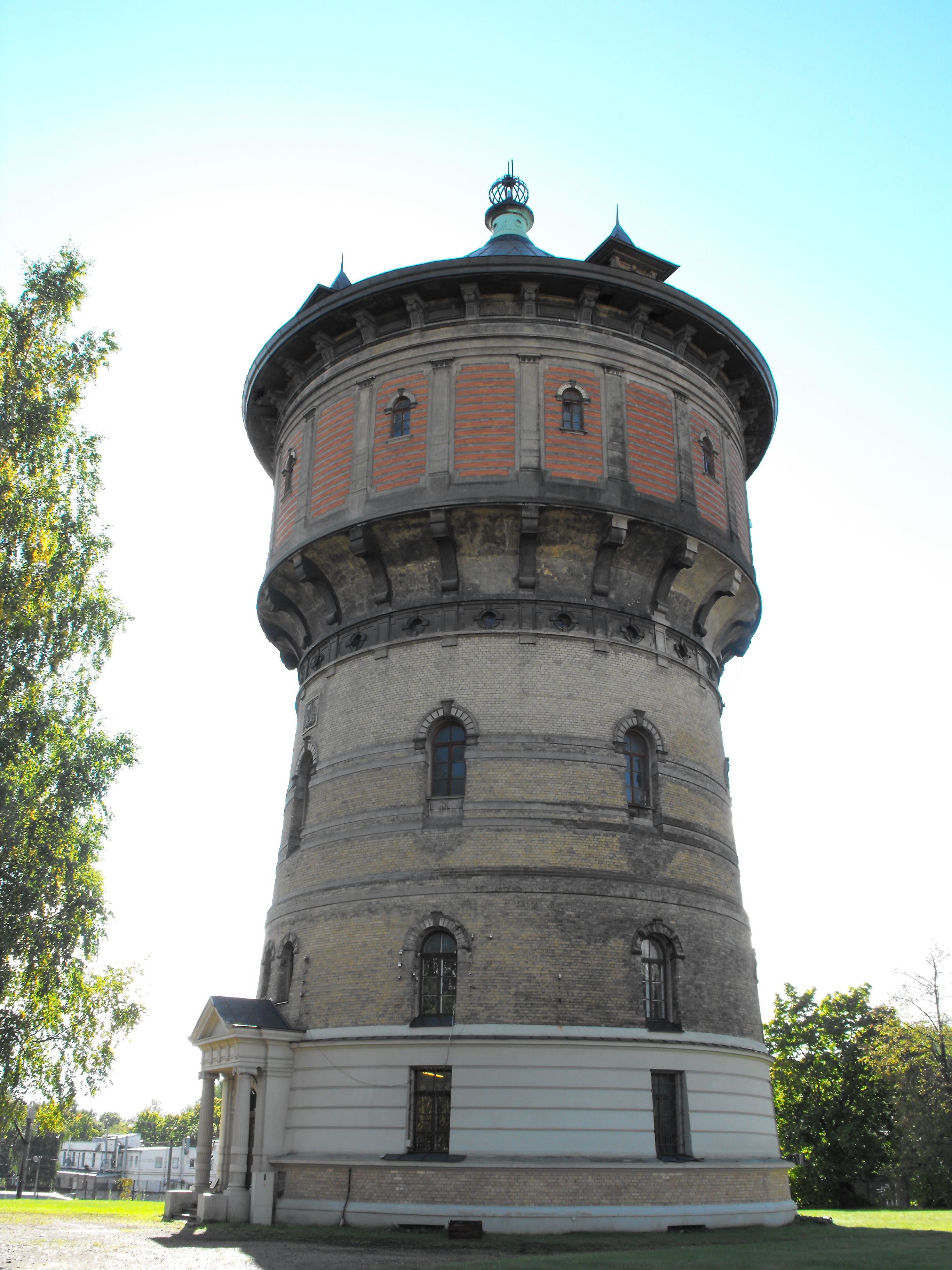
Южная башня
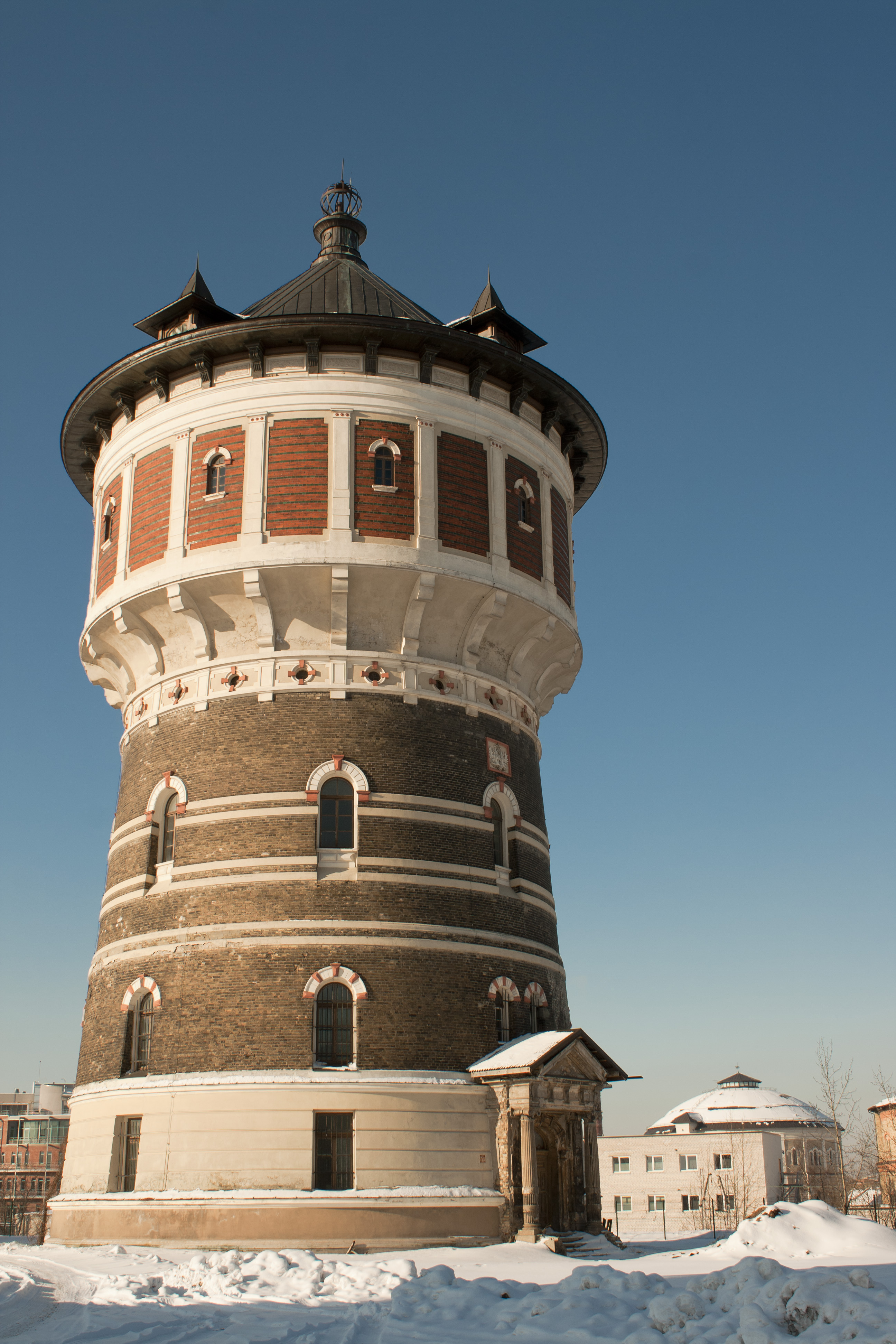
Северная башня
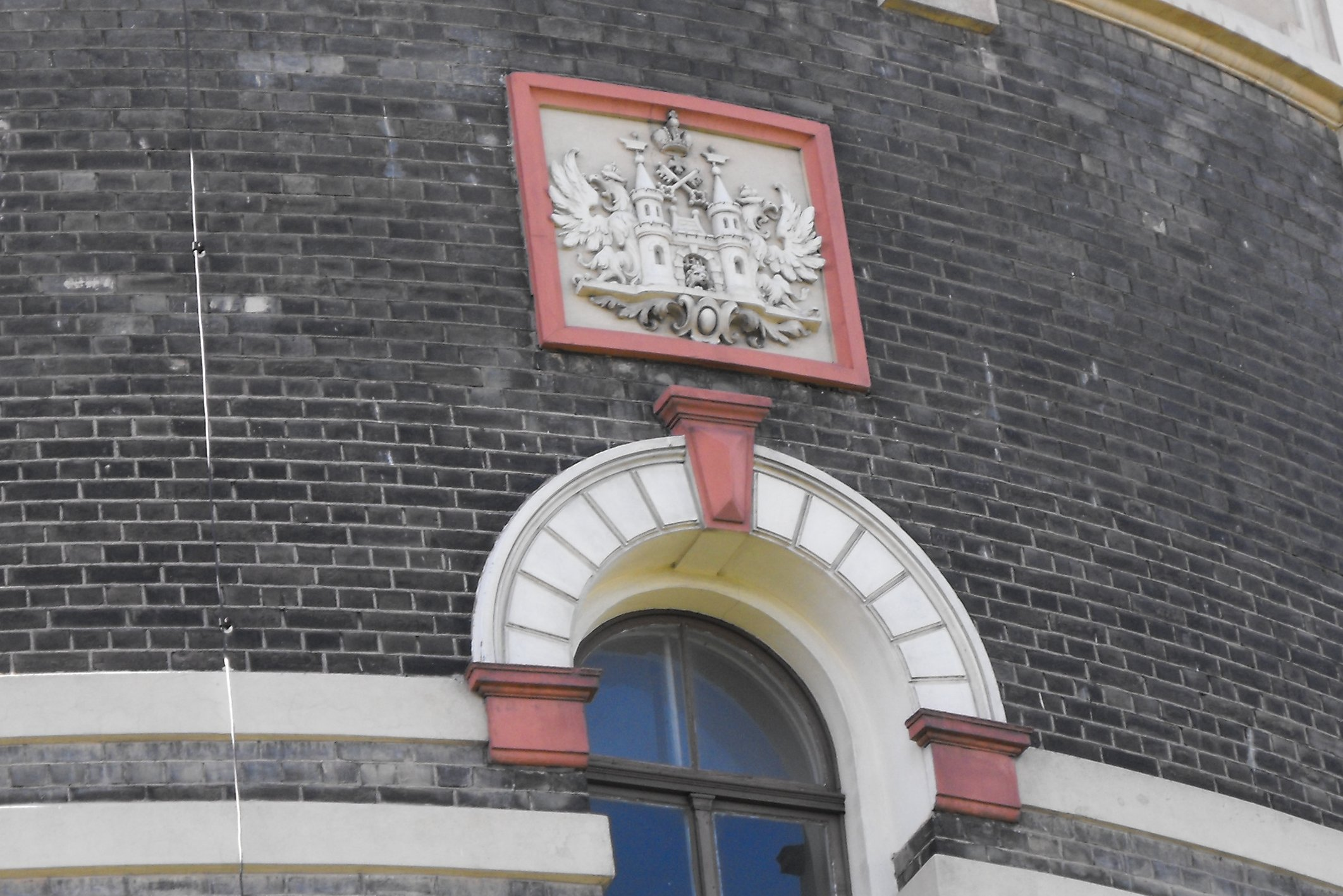
Герб
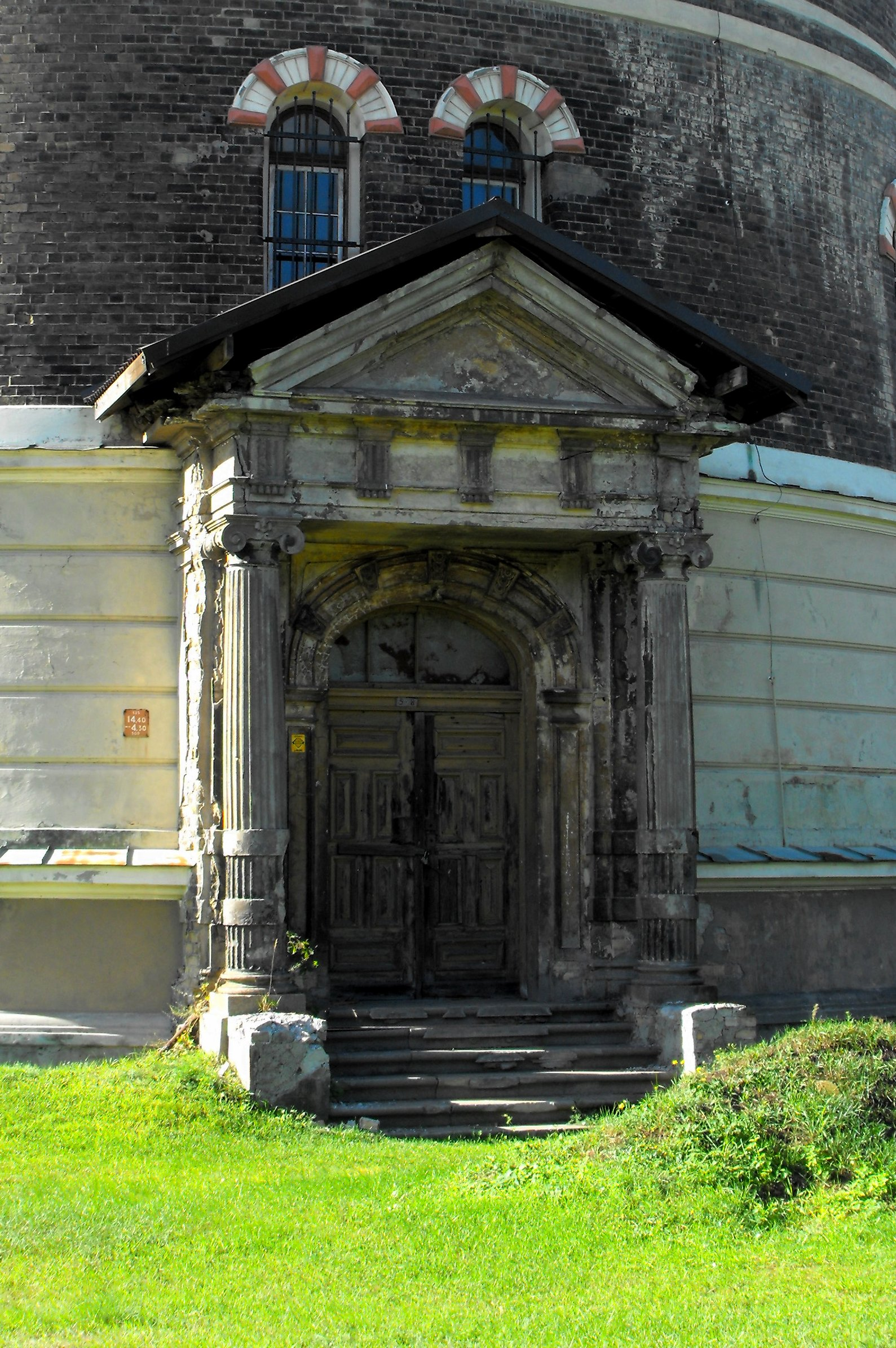
Портал

### Агенскалнская водонапорная башня
В 1937 году, для обеспечения подачи воды на верхние этажи многоквартирных домов в Пардаугаве, башня была перестроена: резервуар был с помощью домкрата поднят примерно на 7,5 метров, и стены были достроены на соответствующую высоту. Работы выполняла строительная фирма Людвига Нейбурга (1871—1948), крупнейшая на тот момент строительная компания Риги. Перестройка изменила пропорции объёма башни и взаимосвязь между этажной частью и резервуаром: выполненная в формах национального романтизма на рубеже XIX—XX веков низкая башня приобрела стройный, вертикально вытянутый облик. Первоначально у Агенскалнской водонапорной башни было только три этажа, а также подвал. Башня была сравнительно низкой и массивной, с грубым, тяжеловесным силуэтом, а фасад отличался выразительными контрастами материалов, отделки поверхностей и цветовой гаммы. Основной этаж был выложен из тёмно-красного клинкерного кирпича «ёлочкой», а цоколь обшит грубо тесанными блоками серого ракушечника неправильной формы. Такое сочетание материалов, их текстура и тональные соотношения создавали ассоциативную связь с башнями Рижской крепости. Примером может служить Пороховая башня, сохранившаяся в городской среде Вецриги, и, как и другие исторические башни, построенная из красного кирпича на сером доломитовом фундаменте с грубой фактурой. Известно, что архитектор башни В. Бокслаф интересовался историей архитектуры Риги. Кроме того, стремление заимствовать приёмы фасадного оформления из местной средневековой или более древней архитектуры, особенно из монументальных сооружений, таких как укрепления, было характерно для национального романтизма.
Над цоколем, выложенным известковым камнем — красный кирпич, над ним располагается резервуарная часть с вертикальными лизенами, керамическими плитками, и высокими оконными проёмами, чередующимися с оштукатуренными и неоштукатуренными поверхностями. Вход в башню декорирует каменный портал со стилизованным в геометрической манере гербом Риги. Пилоны входного портала, как и облицовка цоколя, выполнены из грубо тесаного серого ракушечника, а сам портал, как пример национального романтизма, решён в архаизирующей, массивной, угловатой форме.
Архитектура башни в Агенскалнсе отсылает к прошлому, но при этом отличается современными конструктивными, композиционными и планировочными решениями: например, оболочка резервуара выполнена на металлическом каркасе, стены которого выложены из пустотелого кирпича, затем оштукатурены и окрашены. Металлический каркас в фасаде резервуара не только открыт, но и подчёркнут с помощью контрастной окраски по отношению к светлой поверхности стен. Благодаря этому фасад резервуара с регулярным вертикально-горизонтальным членением напоминает фахверковые постройки, получившие распространение в Германии на рубеже XIX—XX веков и появившиеся также в рижской архитектуре. Декоративное оформление оболочки резервуара (грубо оштукатуренные пояса лизен, горизонтальные ряды мозаично выложенных квадров), в сочетании с выставленными металлическими укосами и стойками, формирует линейный рисунок, ритмично повторяющийся по всей поверхности фасада. Работы по надстройке башни в 1937 году изменили только пропорции и общий силуэт здания, при этом фасадное оформление было сохранено: новая часть башни была выполнена в соответствии с уже существующей. Внутренняя сторона стены надстроенного яруса была выложена из белого кирпича, а наружная — из красного клинкерного кирпича «ёлочкой», в тон оригинальной кладке основного объёма. После перестройки резервуар располагался значительно выше, поэтому отдельные декоративные элементы его оболочки стали недоступны для визуального восприятия с земли.

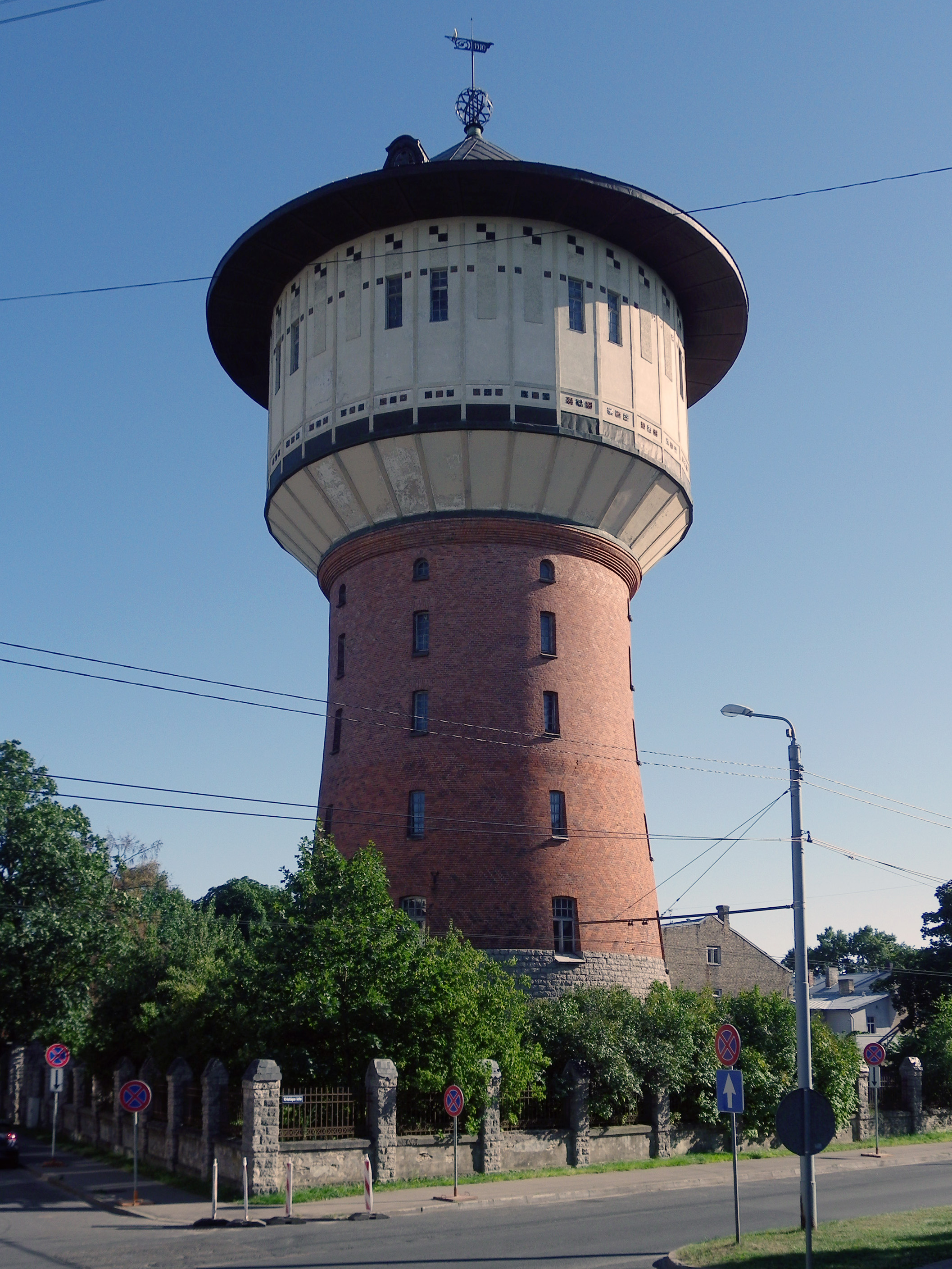
Общий вид водонапорной башни
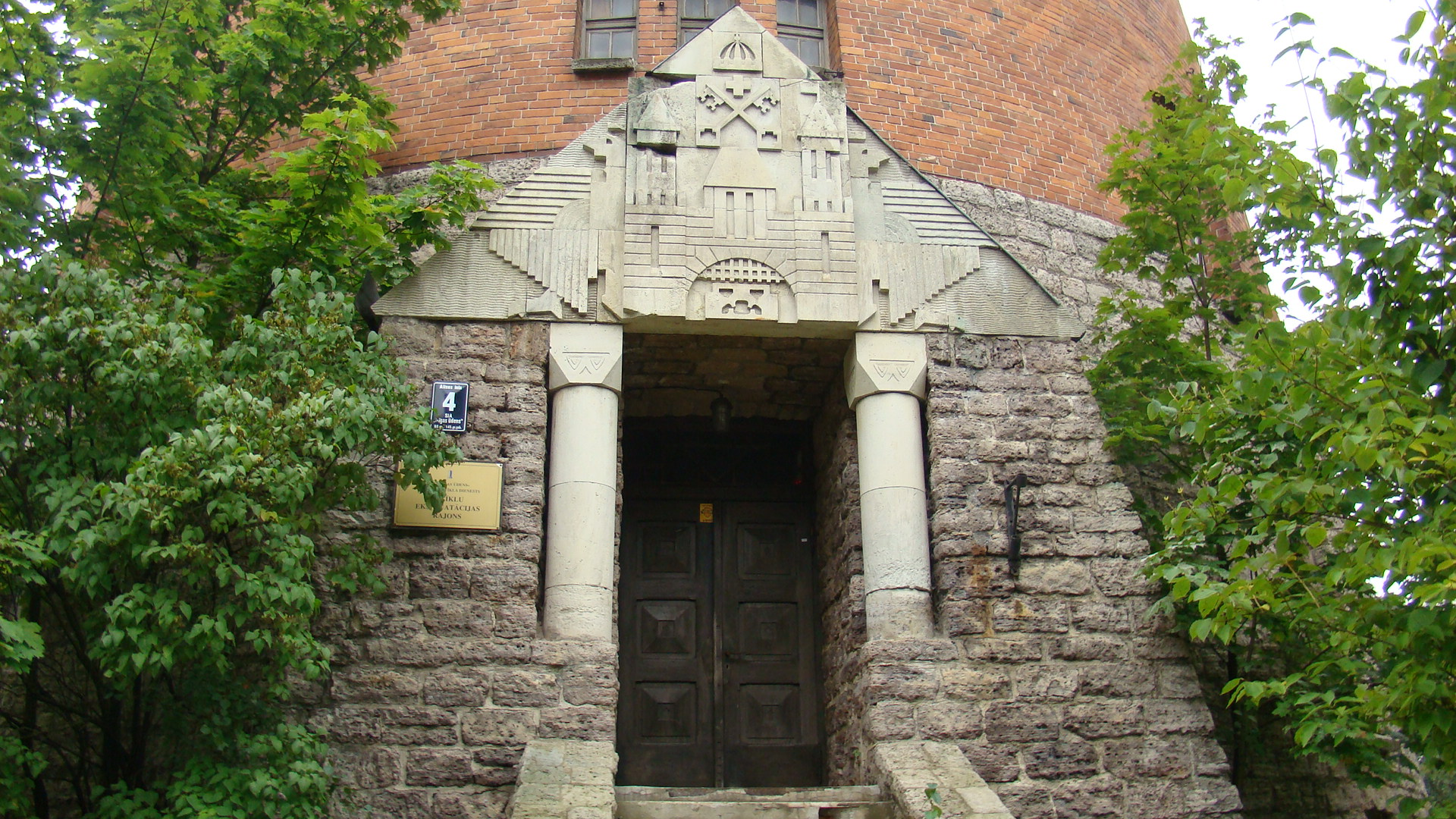
Портал
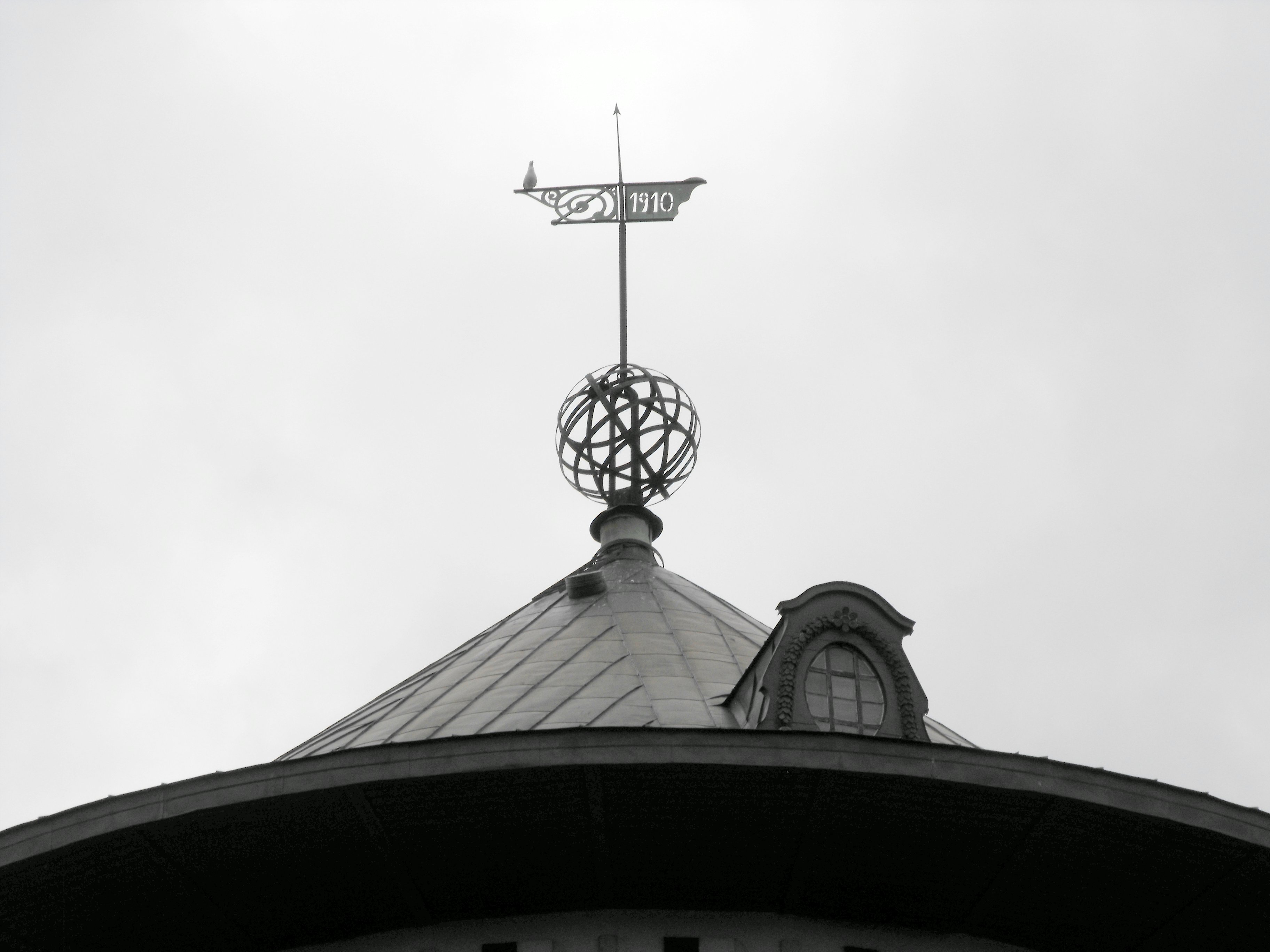
Деталь башни — флюгер в виде глобуса
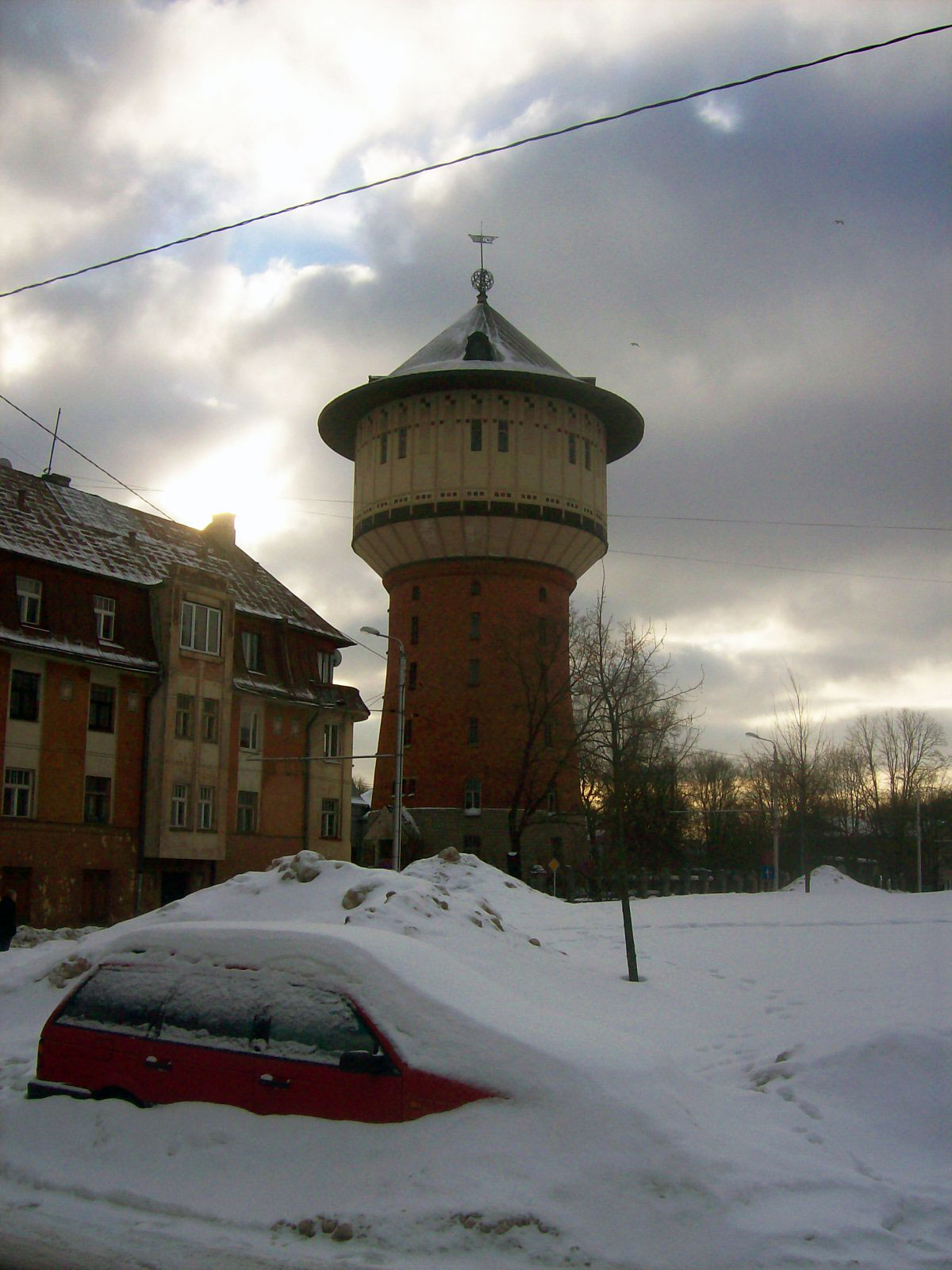
Водонапорная башня зимой

### Чиекуркалнская водонапорная башня
Чиекуркалнская башня является примером позднего югендстиля, в котором объединены различные стилистические приёмы. В её облике сочетаются характерные черты северного национального романтизма — использование красного клинкерного кирпича для основного объёма и грубо тесаного серого известняка в цоколе, архаизирующие формы каменных порталов, изначально крытых тёмной сланцевой черепицей, подчёркивание текстуры и цвета различных материалов.
Фасадное решение башни тесно связано с конструктивной системой: металлический каркас резервуара не только выполнял утилитарную функцию, но и был эстетически осмыслен. Его наклонные и вертикальные элементы окрашивались в контрастный по отношению к стенам цвет, что придавало фасаду выразительность и декоративность.
Архитектурный облик башни отличается подчеркнутой вертикальностью, сложной конструкцией крыши и округлым силуэтом. В композиции фасадов используются и неоклассические приёмы, такие как белые оштукатуренные пилястры, создающие чёткий ритм и усиливающие вертикальную динамику. Входной портал из тщательно обработанного известняка решён в массивных архаизирующих формах; в тимпане высечен рельеф с центральными мотивами рижского герба — двумя башнями, воротами со львом, скрещёнными ключами, крестом и короной. Сам портал трактован как щит герба, а отдельные архитектурные элементы фасада перекликаются с его символикой. Крыша башни изогнутой конфигурации обеспечивает освещение.
Особое значение имела цветовая комбинация фасада: красный кирпич в сочетании с белыми оштукатуренными пилястрами отсылал к архитектурной стилистике расположенной рядом городской школы (1911—1912, архитектор Рейнгольд Шмелинг).

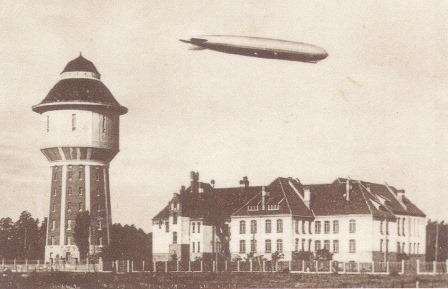
Чиекуркалнская водонапорная башня и школа в 1930 году
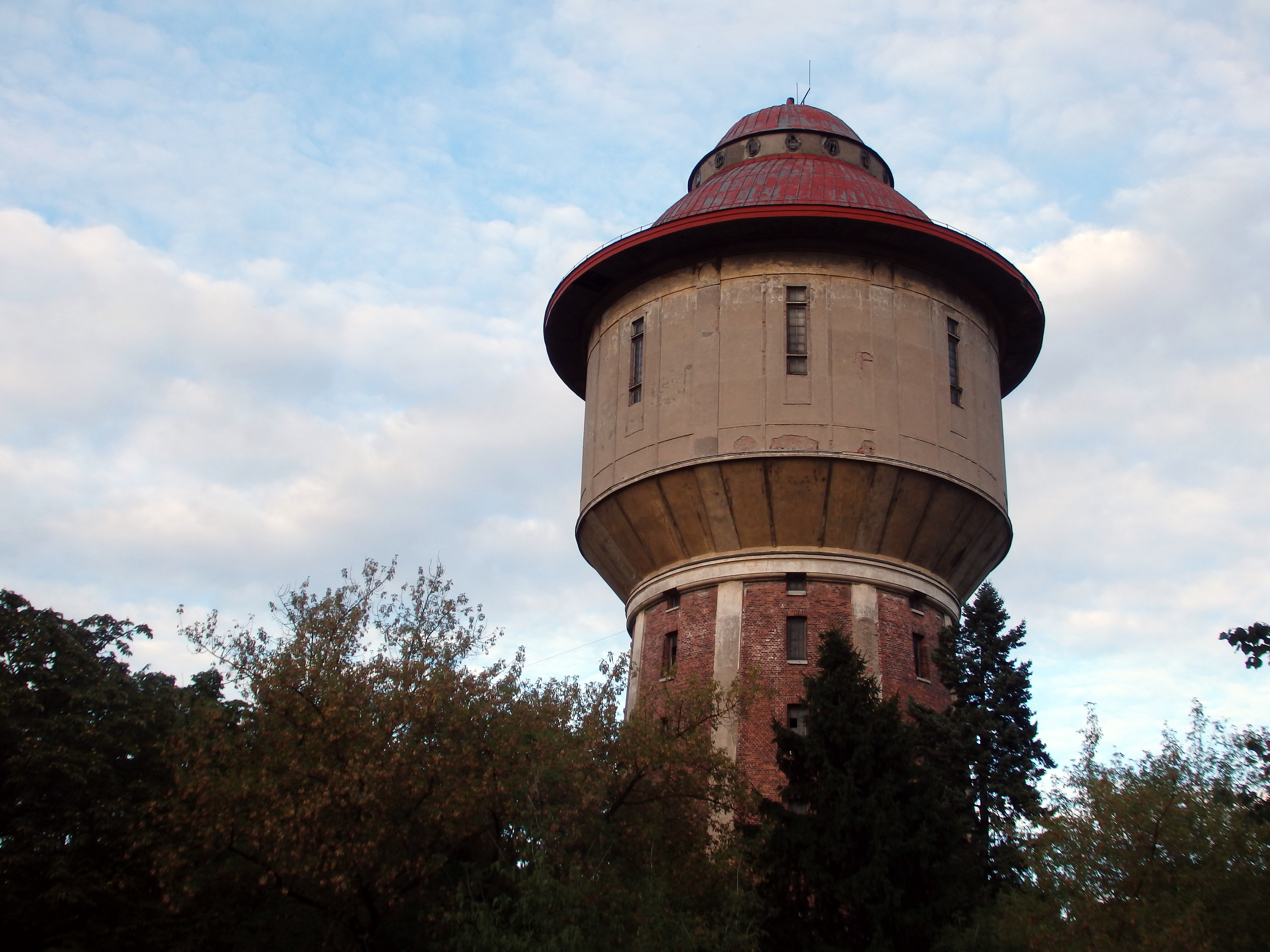
Резервуар водонапорной башни
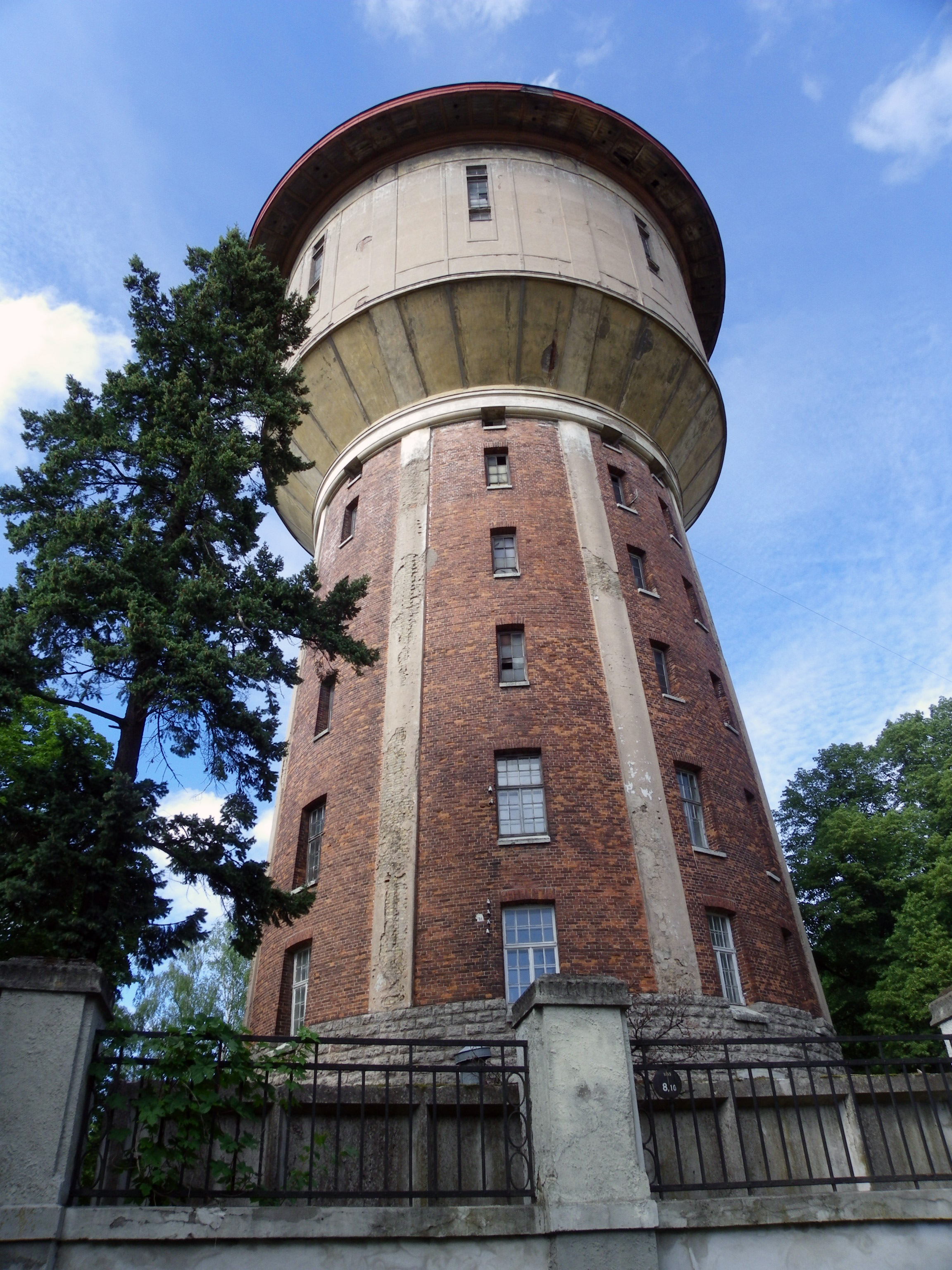
Общий вид

### Насосная станция на улице Маскавас

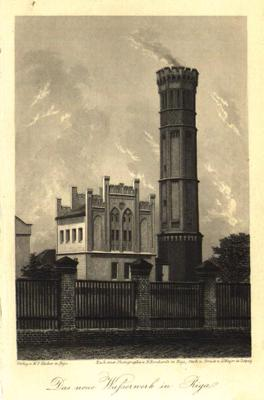
Гравюра 1863 года с насосной станцией

Дымовая труба насосной станции на улице Маскавас (построена в 1861—1863, архитектор В. Вейр, инженер А. Шене; до наших дней не сохранилась) часто принималась за водонапорную башню из-за внешнего вида и схожего назначения здания. Башня считается одним из самых выразительных образцов неоготики в индустриальной архитектуре Риги. Сооружение имело восьмигранную форму, а его фасад украшали аркатуры, ниши и зубчатые карнизы. Поскольку башня служила дымоходом, кирпичная кладка фасада не штукатурилась, но с декоративной целью на ней были выполнены геометрические орнаменты из кирпичей разного цвета (так называемая «конструктивная полихромия» — тенденция, возникшая в британской неоготической архитектуре в 1850-х годах под влиянием декоративных мотивов североитальянской средневековой архитектуры).

## Современное состояние
Все четыре рижские водонапорные башни использовались по своему прямому назначению до конца XX века. В настоящее время они по-прежнему принадлежат муниципалитету. Внутри сохранились оригинальные резервуары и инженерные сети, а также первоначальная планировка помещений, однако их дальнейшее функциональное назначение неясно.
Помимо практического значения, архитектура рижских водонапорных башен со временем приобрела и культурно-историческое значение. Всем четырём сохранившимся до наших дней водонапорным башням Риги присвоен статус памятника архитектуры государственного значения.
Башня насосной станции на улице Маскавас до наших дней не сохранилась: её снос в 1924 году вызвал критику общественности того времени, что нашло отражение в статье «Одной достопримечательностью Риги меньше» (Ein Wahrzeichen Rigas weniger) в газете Rigasche Rundschau.

### Перспективы
В 2017 году водонапорные башни планировалось сдать в долгосрочную аренду. В 2021 году муниципальное предприятие Rigas ūdens по предложению комиссии по культурно-историческому наследию Риги заключило договор о сотрудничестве с движением Free Rīga с целью «ревитализации» как минимум одной водонапорной башни. Первый этаж башни планируется отвести под кафе или ресторан, а на следующих этажах разместить мастерские и «рабочие пространства». На одном из верхних этажей планируется проводить культурные мероприятия.

## В культуре
Насосная станция на улице Маскавас после открытия была изображена на стальной гравюре, выполненной по фотографии Роберта Борхарта. Гравюра 1863 года была опубликована в Рижском альманахе в 1864 году. Снос башни насосной станции на улице Маскавас в 1924 году был задокументирован в фильме режиссёра Арнольда Цалиша «Kā uz tās Augstās Rātes pavēlēšanu to smuku vecu ūdens skunstes torni nogāze».
Водонапорные башни города Риги изображались на фотографиях и открытках XX века: особенно популярны были виды с башней в Агенскалнсе, которая отличалась выразительной архитектурой, а также живописным окружением — покрытой соснами песчаной дюной.
Графическое изображение силуэта рижских водонапорных башен в наши дни используется на логотипе муниципального предприятия Rīgas ūdens (с латыш. — «Рижский водоканал»), находящегося в собственности самоуправления города Риги.
В 2019 году Латвийская почта выпустила марку с изображением одной из водонапорных башен на улице Маза Матиса, в 2020 году — две марки с изображениями Чиекуркалнской и Агенскалнской водонапорных башен, в 2022 году — марку с изображением оставшейся водонапорной башни на улице Маза Матиса.